# WGC-Bridgestone Invitational de 2016
O WGC-Bridgestone Invitational de 2016 foi a décima oitava edição deste torneio de golfe, disputada entre 30 de junho e 3 de julho no campo Sul do Firestone Country Club em Akron, Ohio. Foi o terceiro dos eventos da série de Campeonatos Mundiais de Golfe no mesmo ano. Dustin Johnson vence seu primeiro WGC-Bridgestone Invitational e seu terceiro WGC no geral.

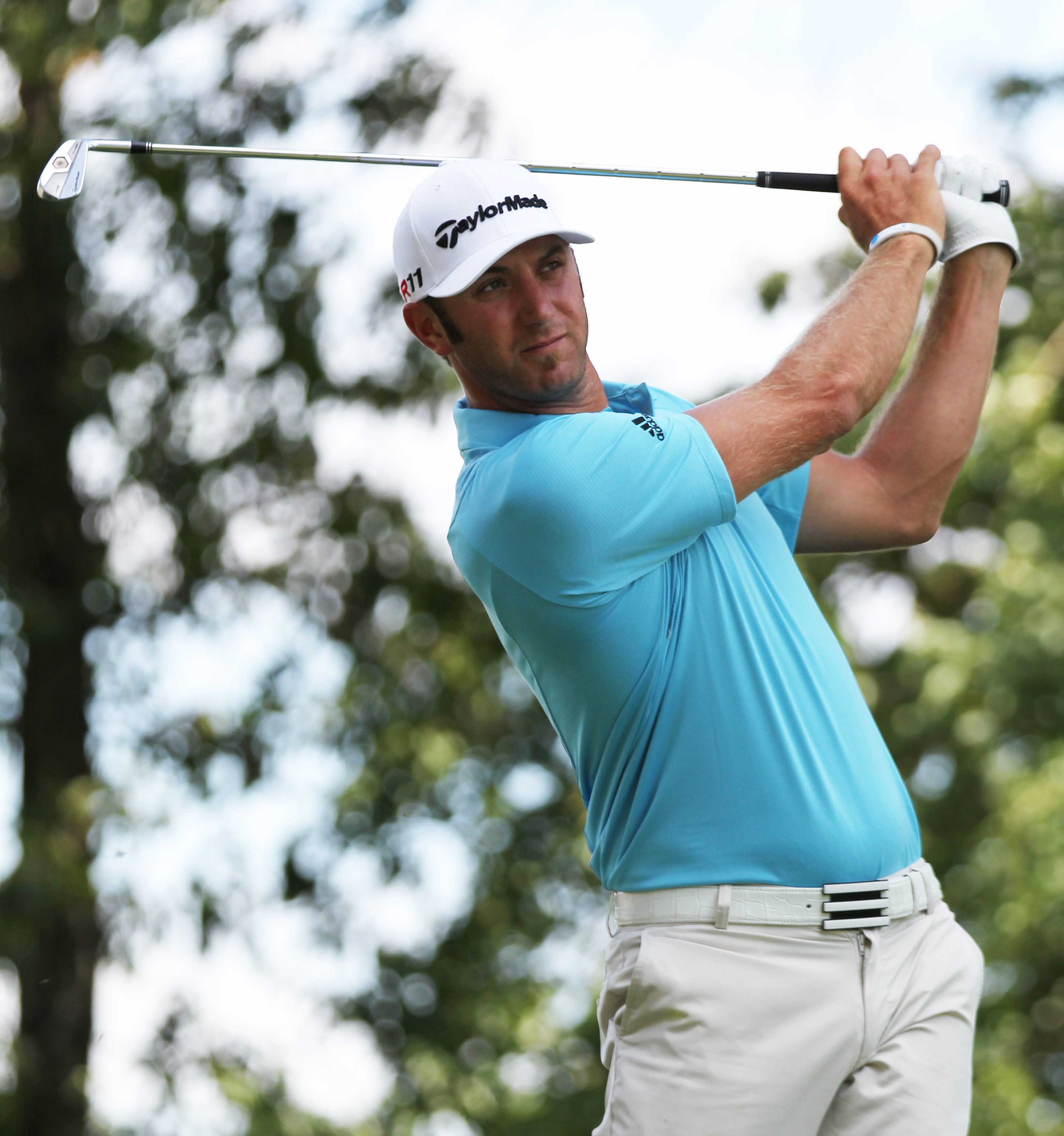
Dustin Johnson triunfou nesta edição do torneio.

## Traçado do campo
O campo Sul foi projetado pelo designer Bert Way e redesenhado pelo arquiteto Robert Trent Jones.
| Buraco | 1   | 2   | 3   | 4   | 5   | 6   | 7   | 8   | 9   | Fora | 10  | 11  | 12  | 13  | 14  | 15  | 16  | 17  | 18  | Dentro | Total |
| ------ | --- | --- | --- | --- | --- | --- | --- | --- | --- | ---- | --- | --- | --- | --- | --- | --- | --- | --- | --- | ------ | ----- |
| Jardas | 399 | 526 | 442 | 471 | 200 | 469 | 219 | 482 | 494 | 3702 | 410 | 418 | 180 | 471 | 467 | 221 | 667 | 400 | 464 | 3698   | 7400  |
| Par    | 4   | 5   | 4   | 4   | 3   | 4   | 3   | 4   | 4   | 35   | 4   | 4   | 3   | 4   | 4   | 3   | 5   | 4   | 4   | 35     | 70    |

## Campo
O campo consistia de jogadores provenientes principalmente do Ranking Mundial de Golfe Oficial e os vencedores dos torneios mundiais com os campos mais resistentes.
1. Integrantes das equipes norte-americana e Copa dos Presidentes de 2015.
Steven Bowditch, Jason Day (2,3,4), Rickie Fowler (2,3,4), Branden Grace (2,3,4), Bill Haas (2,3), J. B. Holmes (2,3), Dustin Johnson (2,3,4), Zach Johnson (2,3), Chris Kirk, Matt Kuchar (2,3), Anirban Lahiri, Danny Lee (2,3), Marc Leishman (2,3,4), Hideki Matsuyama (2,3,4), Phil Mickelson (2,3), Louis Oosthuizen (2,3), Patrick Reed (2,3), Charl Schwartzel (2,3,4), Adam Scott (2,3,4), Jordan Spieth (2,3,4), Jimmy Walker (2,3), Bubba Watson (2,3,4)
- Bae Sang-moon não pôde competir devido a uma obrigação militar na Coreia do Sul.
- Thongchai Jaidee (4) optou por competir no Open de France.

2. Os 50 melhores jogadores do Ranking Mundial de Golfe Oficial desde 20 de junho de 2016.
An Byeong-hun (3), Daniel Berger (3,4), Paul Casey (3), Kevin Chappell (3), Harris English, Jim Furyk (3), Emiliano Grillo (3,4), Charley Hoffman (3,4), Kim Kyung-tae (3), Kevin Kisner (3,4), Søren Kjeldsen (3), Russell Knox (3,4), Brooks Koepka (3), David Lingmerth (3), Shane Lowry (3,4), William McGirt (3,4), Kevin Na (3), Scott Piercy (3), Justin Rose (3,4), Brandt Snedeker (3,4), Justin Thomas (3,4)
- Rafael Cabrera-Bello (3), Matthew Fitzpatrick (3,4), Rory McIlroy (3,4), Andy Sullivan (3), Lee Westwood (3), Bernd Wiesberger (3), Danny Willett (3,4) e Chris Wood (3,4) optaram por competir no Open de France.
- Sergio García (3,4) e Henrik Stenson (3,4) não disputaram.

3. Os 50 melhores jogadores do Ranking Mundial de Golfe Oficial desde 27 de junho de 2016.
Kiradech Aphibarnrat
4. Os vencedores de torneios, cujas vitórias são consideradas oficiais, de torneios da Federação dos Circuitos desde a temporada anterior da Bridgestone Invitational com o Official World Golf Ranking Strength of Field Rating de 115 pontos ou mais.
Jason Dufner, Marcus Fraser, Fabián Gómez, James Hahn, Jim Herman, Billy Hurley III, Andrew Johnston, Matt Jones, Smylie Kaufman, Davis Love III, Song Young-han, Brian Stuard, Vaughn Taylor
- Kristoffer Broberg, Victor Dubuisson e Thorbjørn Olesen optaram por competir no Open de France.

5. O vencedor dos principais torneios do ano dos seguintes circuitos:
- Asian Tour: Thailand Golf Championship (2015) – Jamie Donaldson (optou por competir no Open de France)
- PGA Tour da Australásia: Australian PGA Championship (2015)[3] – Nathan Holman
- Japan Golf Tour: Bridgestone Open (2015) – Michio Matsumura
- Japan Golf Tour: Japan Golf Tour Championship – Yosuke Tsukada
- Sunshine Tour: Dimension Data Pro-Am – George Coetzee

### Nacionalidades no campo
| América do Norte (32) | América do Sul (2) | Europa (7)        | Oceania (8)       | Ásia (8)  | África (4)        |
| --------------------- | ------------------ | ----------------- | ----------------- | --------- | ----------------- |
| Estados Unidos (32)   | Argentina (2)      | Inglaterra (3)    | Austrália (7)     | Índia (1) | África do Sul (4) |
|                       |                    | Escócia (1)       | Nova Zelândia (1) | Japão (3) |                   |
| Irlanda (1)           |                    | Coreia do Sul (3) |                   |           |                   |
| Dinamarca (1)         | Tailândia (1)      |                   |                   |           |                   |
| Suécia (1)            |                    |                   |                   |           |                   |

### Ex-campeões no campo
| Jogador     | País      | Ano vencedor | R1 | R2 | R3 | R4 | Total | Ao par | Local |
| ----------- | --------- | ------------ | -- | -- | -- | -- | ----- | ------ | ----- |
| Adam Scott  | Austrália | 2011         | 71 | 68 | 73 | 68 | 280   | E      | T10   |
| Shane Lowry | Irlanda   | 2015         | 76 | 72 | 70 | 68 | 286   | +6     | T36   |

## Resumo das rodadas

### Primeira rodada
Quinta-feira, 30 de junho de 2016
| Local | Jogador          | País           | Placar | Ao par |
| ----- | ---------------- | -------------- | ------ | ------ |
| 1     | William McGirt   | Estados Unidos | 64     | −6     |
| T2    | Jason Day        | Austrália      | 67     | −3     |
| T2    | Emiliano Grillo  | Argentina      | 67     | −3     |
| T2    | Jimmy Walker     | Estados Unidos | 67     | −3     |
| T5    | Rickie Fowler    | Estados Unidos | 68     | −2     |
| T5    | Charley Hoffman  | Estados Unidos | 68     | −2     |
| T5    | Anirban Lahiri   | Índia          | 68     | −2     |
| T5    | Jordan Spieth    | Estados Unidos | 68     | −2     |
| T9    | Harris English   | Estados Unidos | 69     | −1     |
| T9    | Branden Grace    | África do Sul  | 69     | −1     |
| T9    | Billy Hurley III | Estados Unidos | 69     | −1     |
| T9    | Dustin Johnson   | Estados Unidos | 69     | −1     |
| T9    | Kevin Kisner     | Estados Unidos | 69     | −1     |
| T9    | Matt Kuchar      | Estados Unidos | 69     | −1     |
| T9    | Scott Piercy     | Estados Unidos | 69     | −1     |
| T9    | Justin Rose      | Inglaterra     | 69     | −1     |
| T9    | Vaughn Taylor    | Estados Unidos | 69     | −1     |

### Segunda rodada
Sexta-feira, 1 de julho de 2016
| Local | Jogador         | País           | Placar    | Ao par |
| ----- | --------------- | -------------- | --------- | ------ |
| 1     | Jason Day       | Austrália      | 67-69=136 | −4     |
| 2     | David Lingmerth | Suécia         | 70-67=137 | −3     |
| T3    | Emiliano Grillo | Argentina      | 67-71=138 | −2     |
| T3    | William McGirt  | Estados Unidos | 64-74=138 | −2     |
| T3    | Scott Piercy    | Estados Unidos | 69-69=138 | −2     |
| T6    | Kevin Kisner    | Estados Unidos | 69-70=139 | −1     |
| T6    | Adam Scott      | Austrália      | 71-68=139 | −1     |
| T6    | Jordan Spieth   | Estados Unidos | 68-71=139 | −1     |
| T6    | Justin Thomas   | Estados Unidos | 70-69=139 | −1     |
| T10   | Kevin Na        | Estados Unidos | 71-69=140 | E      |
| T10   | Song Young-han  | Coreia do Sul  | 70-70=140 | E      |
| T10   | Brian Stuard    | Estados Unidos | 71-69=140 | E      |
| T10   | Jimmy Walker    | Estados Unidos | 67-73=140 | E      |

### Terceira rodada
Sábado, 2 de julho de 2016
| Local | Jogador          | País           | Placar       | Ao par |
| ----- | ---------------- | -------------- | ------------ | ------ |
| T1    | Jason Day        | Austrália      | 67-69-69=205 | −5     |
| T1    | Scott Piercy     | Estados Unidos | 69-69-67=205 | −5     |
| 3     | David Lingmerth  | Suécia         | 70-67-69=206 | −4     |
| 4     | Brian Stuard     | Estados Unidos | 71-69-67=207 | −3     |
| T5    | Dustin Johnson   | Estados Unidos | 69-73-66=208 | −2     |
| T5    | William McGirt   | Estados Unidos | 64-74-70=208 | −2     |
| T5    | Charl Schwartzel | África do Sul  | 72-69-67=208 | −2     |
| T8    | Emiliano Grillo  | Argentina      | 67-71-71=209 | −1     |
| T8    | Justin Thomas    | Estados Unidos | 70-69-70=209 | −1     |
| T10   | Kevin Chappell   | Estados Unidos | 71-70-69=210 | E      |
| T10   | Jordan Spieth    | Estados Unidos | 68-71-71=210 | E      |

### Rodada final
Domingo, 3 de julho de 2016
| Local | Jogador          | País           | Placar          | Ao par | Prêmio monetário (US$) |
| ----- | ---------------- | -------------- | --------------- | ------ | ---------------------- |
| 1     | Dustin Johnson   | Estados Unidos | 69-73-66-66=274 | −6     | 1 620 000              |
| 2     | Scott Piercy     | Estados Unidos | 69-69-67-70=275 | −5     | 1 018 000              |
| T3    | Kevin Chappell   | Estados Unidos | 71-70-69-67=277 | −3     | 449 250                |
| T3    | Jason Day        | Austrália      | 67-69-69-72=277 | −3     | 449 250                |
| T3    | Matt Kuchar      | Estados Unidos | 69-72-70-66=277 | −3     | 449 250                |
| T3    | Jordan Spieth    | Estados Unidos | 68-71-71-67=277 | −3     | 449 250                |
| T7    | David Lingmerth  | Suécia         | 70-67-69-72=278 | −2     | 233 333                |
| T7    | William McGirt   | Estados Unidos | 64-74-70-70=278 | −2     | 233 333                |
| T7    | Charl Schwartzel | África do Sul  | 72-69-67-70=278 | −2     | 233 333                |
| T10   | Rickie Fowler    | Estados Unidos | 68-73-72-67=280 | E      | 167 750                |
| T10   | Branden Grace    | África do Sul  | 69-72-71-68=280 | E      | 167 750                |
| T10   | Zach Johnson     | Estados Unidos | 72-74-69-65=280 | E      | 167 750                |
| T10   | Adam Scott       | Austrália      | 71-68-73-68=280 | E      | 167 750                |

Fonte:

#### Cartão impresso
|  | Eagle |  | Birdie |  | Bogey |  | Bogey duplo |

Rodada final
| Buraco     | 1  | 2  | 3  | 4  | 5  | 6  | 7  | 8  | 9  | 10 | 11 | 12 | 13 | 14 | 15 | 16 | 17 | 18 |
| ---------- | -- | -- | -- | -- | -- | -- | -- | -- | -- | -- | -- | -- | -- | -- | -- | -- | -- | -- |
| Par        | 4  | 5  | 4  | 4  | 3  | 4  | 3  | 4  | 4  | 4  | 4  | 3  | 4  | 4  | 3  | 5  | 4  | 4  |
| Johnson    | −2 | −3 | −2 | −2 | −3 | −4 | −4 | −4 | −4 | −4 | −4 | −4 | −5 | −6 | −6 | −6 | −7 | −6 |
| Piercy     | −5 | −5 | −5 | −5 | −5 | −5 | −5 | −6 | −5 | −6 | −6 | −5 | −4 | −5 | −4 | −4 | −4 | −5 |
| Chappell   | E  | −2 | −3 | −3 | −3 | −3 | −4 | −5 | −5 | −5 | −4 | −4 | −5 | −4 | −3 | −3 | −3 | −3 |
| Day        | −5 | −7 | −7 | −7 | −7 | −7 | −7 | −7 | −6 | −7 | −7 | −7 | −7 | −7 | −6 | −4 | −4 | −3 |
| Kuchar     | +1 | E  | E  | E  | E  | E  | E  | E  | −1 | −1 | −1 | −1 | −1 | −1 | −1 | −2 | −2 | −3 |
| Spieth     | E  | E  | +1 | +1 | +1 | E  | −1 | −1 | −1 | −1 | −2 | −3 | −3 | −3 | −3 | −3 | −3 | −3 |
| Lingmerth  | −4 | −4 | −4 | −4 | −4 | −5 | −4 | −4 | −4 | −4 | −4 | −4 | −3 | −3 | −3 | −2 | −2 | −2 |
| McGirt     | −2 | −3 | −3 | −3 | −3 | −3 | −3 | −3 | −3 | −3 | −3 | −3 | −3 | −3 | −3 | −2 | −2 | −2 |
| Schwartzel | −2 | −2 | −2 | −1 | −1 | E  | −1 | −1 | −1 | −1 | −2 | −2 | −2 | −2 | −2 | −2 | −2 | −2 |

Resultados acumulados do torneio em relação ao par